# Căsătoria ca formă de sclavie
Căsătoria ca formă de sclavie se referă la căsătoria forțată a unei persoane, de obicei a unei fete, pentru a achita datoriile părinților.  Căsătoria cu scopul acoperirii datoriilor este o practică comună în Becheve, în sudul Nigeriei, unde fetele sunt date spre căsătorie începând cu vârsta de trei ani.
Tradiția este încă practicată, în ciuda faptului că a devenit ilegală în Nigeria. 